# Vie musicale en Suisse

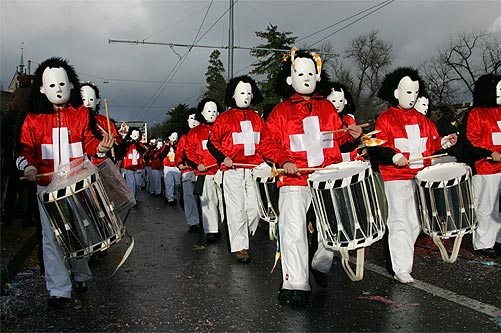
Carnaval de Bâle en 2005.

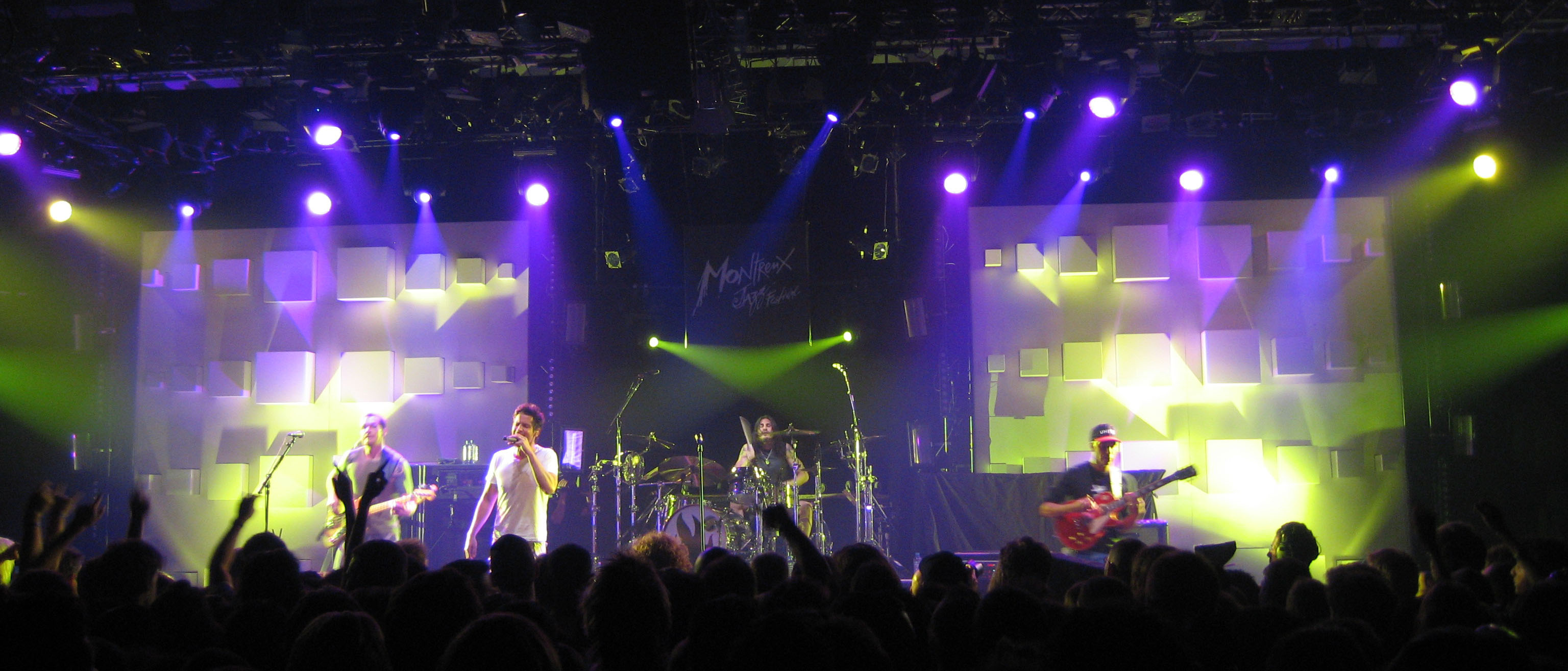
Scène du festival de Jazz de Montreux en 2005.

La vie musicale en Suisse regroupe les compositeurs, chefs d'orchestre, interprètes suisses ou œuvrant en Suisse ainsi que les événements, écoles, institutions et associations liées à la vie musicale.

## Histoire de la musique en Suisse

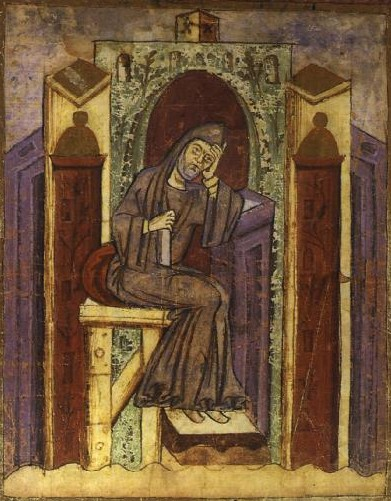
Notker le Bègue

La musique suisse est provinciale excepté à différentes époques où, grâce aux échanges commerciaux, des personnalités suisses se démarquent dans les domaines musicaux, notamment lors du Haut Moyen Âge entre les IXe siècle et XIIIe siècle, ou plus tard avec les humanistes au XVIe siècle, puis à l'époque de l'industrialisation au XIXe siècle et dès le début du XXe siècle. À l'inverse, des personnalités étrangères comme Felix Mendelssohn, Richard Wagner ou Franz Liszt contribuent à la vie musicale suisse.

### Des origines à la fin duXVIIIesiècle
L'histoire musicale du pays remonte à la période du Haut Moyen Âge, lors de la fondation des premières abbayes du pays, en particulier celles de Saint-Maurice et de Disentis dont la liturgie est largement influencée par l'école parisienne de Notre-Dame entre le XIIe siècle et le XIIIe siècle. En parallèle à la musique d'église, se développe dès le XIe siècle des jeux liturgiques en latin ainsi qu'en langue vulgaire. Enfin, de nombreuses chansons de trouvères alémaniques ont été regroupées dans le Codex Manesse.
Un peu plus tôt, aux IXe siècle et Xe siècle, l'abbaye de Saint-Gall avec Notker le Bègue (environ 840 – 912) contribue au chant grégorien auquel on lui attribue la paternité d’une quarantaine de séquences. Puis au XVIe siècle, des musiciens se rattachent au mouvement des humanistes, tels que Hans Kotter, (environ 1485 – 1541) organiste à Fribourg; Ludwig Senfl (environ 1486 – 1543), de Bâle, auteur de messes, de psaumes, mais aussi des lieder et Glarean (1488 – 1563) connu comme réformateur de la théorie musicale avec son Dodecachordon (1547), sa définition de la gamme à douze tons,.
C'est au cours du XVIIIe siècle que la pratique de la musique commence à prendre un caractère professionnel ; auparavant, la pratique de la musique ne peut se concevoir que dans un cadre artisanal, comme c'est le cas pour l'organiste lucernois Franz Leonti Meyer von Schauensee qui, après avoir mené une carrière politique, devient ecclésiastique pour pouvoir exercer ses talents de musicien et fonder un collège de musique dans sa ville, ainsi que la société Helvetische Konkordiagesellschaft qui soutient les positions dogmatiques de l'Église face aux idées nouvelles des Lumières. Progressivement, l'organisation de concerts par des sociétés d'amateurs ou par des collèges devient une pratique régulière qui attire de plus en plus de public.

### DuXIXesiècleà nos jours
En 1808, en pleine époque de la Restauration, le Lucernois Franz Xaver Schnyder von Wartensee et le Zurichois Hans Georg Nägeli fondent la « Société helvétique de musique » qui est suivie en 1842 par la « Société fédérale de chant ». Ces sociétés font connaître, à travers les fêtes qu'elles organisent périodiquement, les œuvres orchestrales de Georg Friedrich Haendel, Joseph Haydn et Ludwig van Beethoven ; à cette époque, l'influence dominante de la musique dans le pays est donné par le mouvement romantique allemand porté par Johannes Brahms et Richard Wagner qui séjourne pendant plusieurs années à Zurich. En 1900, afin de se libérer de cette influence, plusieurs musiciens fondent à Genève l'Association des musiciens suisses dont les fêtes annuelles vont être, pendant plusieurs années, l'occasion de présenter au public des œuvres de compositeurs nationaux. En parallèle avec cette nouvelle association, se développe dans le pays une mode pour le chant choral à quatre voix.
Dès 1886, les fêtes fédérales, alors basées sur la gymnastique et le chant, se voient agrémentées d'un Festspiel (en allemand festival), représentant des évènements de l'histoire nationale sous forme de tableaux vivants composés de chœurs, de scènes de groupes et de dialogues dramatiques, interprétés par des amateurs. Au fil des années, ces représentations vont prendre de plus en plus d'ampleur, pour culminer en 1903 à Lausanne où plus de 2 000 personnes montent sur scène. Le genre va progressivement décliner pour se conclure en 1914 en Suisse, où le dernier des Festspiel, La Fête de Juin, mis en scène par Émile Jaques-Dalcroze et Adolphe Appia, est monté à Genève.
Dans la seconde moitié du XIXe siècle, les musiques populaires se développent par la multiplication des fanfares civiles et des sociétés locales de musiques qui jouent un rôle social important dans les communes rurales et représentent, dans de nombreux cas, l'unique moyen d'apprendre à jouer d'un instrument de musique. Après la Première Guerre mondiale, le jazz fait son apparition en Suisse et connaît rapidement un important succès, alimenté par une scène locale particulièrement active lors de la Seconde Guerre mondiale en raison de l'isolement du pays, alors entièrement entouré par les forces de l'Axe. La percée du jazz est suivie par celle du rock et de la musique pop qui mettent en avant la langue anglaise ; depuis les années 1970, cette tendance à l'utilisation de l'anglais dans la chanson est combattue par un mouvement suisse alémanique qui prône l'usage du dialecte suisse allemand, en particulier dans le cadre de la musique rock. C'est également depuis les années 1970 que l'enseignement de la musique est structuré dans le cadre de la société suisse de pédagogie musicale, fondée en 1893 : l'enseignement public, assuré par des hautes écoles spécialisées appelées « hautes écoles de musique » ou par les conservatoires de musique côtoie ainsi l'enseignement privé, souvent donné par des particuliers.

## Musique classique

### Compositeurs

#### DuXIXesiècleau milieuXXesiècle
La vie musicale du XIXe siècle est influencée par la présence de musiciens allemands comme interprètes ou dirigeant les institutions musicales suisses. Cette influence s'étend également à la Suisse romande.
Richard Wagner, compositeur allemand, est en exil politique à Zurich entre 1849 et 1858. Cette période est l'une des plus productives de sa vie.  À Zurich, par exemple, il développe L'œuvre d'art de l'avenir (1849), une nouvelle conception de l'opéra, et des œuvres telles que L'Anneau du Nibelung et Tristan et Isolde
.
Friedrich Hegar, comme tous les compositeurs suisses du XIXe siècle, se consacre à la musique pour chœur d'homme. Avec Hans Huber, la composition suisse s'étend aux différents styles de musique (musique de chambre, symphonique, oratorio et opéra). Dès 1900 apparaissent davantage de compositeurs suisses, ceux-ci s'étant formés à l'étranger, notamment en Allemagne, comme Fritz Brun, Volkmar Andreae ou Walter Courvoisier. Ernest Bloch se forma, lui, à Genève auprès d'Émile Jaques-Dalcroze. Formé à Bâle, le fribourgeois Jules Marmier (1874 - 1975) anima la musique vocale de son canton entre 1902 et 1936.
Othmar Schoeck (1866 – 1957), formé à Zurich ainsi qu'à Leipzig, est le premier compositeur suisse de réputation mondiale. Il écrira huit œuvres pour la scène, parmi lesquelles Penthesilea (1923 - 25). Frank Martin (1890 – 1974) élabore son propre style. Quelques-unes de ses œuvres : Le Vin herbé (1938 et 1940-1941), Petite symphonie concertante (1944-1945) Concerto pour sept instruments à vent, timpani, et cordes (1949), Golgotha (1945-1948), et Requiem (1971-1972).
Le style néo-baroque est caractéristique des compositeurs suisses dans les années 1920 et 1930. Parmi ceux-ci, on trouve Willy Burkhard, Robert Blum, Peter Mieg (1906 – 1990), Paul Müller-Zürich, Adolf Brunner, Alfred Baum (1904-1993), Conrad Beck et Arthur Honegger (1892 - 1955). Heinrich Sutermeister (1910 – 1995) est connu pour ses compositions d'opéras néo-romantiques, comme son Romeo und Julia (1940) selon William Shakespeare et pour ses 3 concertos pour piano, ses 2 concertos pour violoncelle ainsi que pour son Requiem (1953) créé par Herbert von Karajan.

#### De la seconde moitié duXXesiècleà nos jours

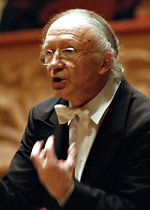
Heinz Holliger

Le dodécaphonisme viennois arrive tardivement en Suisse. Alfred Keller (1907 – 1987), élève de Schönberg, compose à partir des années 1950. Edward Staempfli ou Rolf Liebermann parmi d'autres ont recours au dodécaphonisme.
La composition d'avant-garde de l'école de Darmstadt avec ses cours d'été internationaux pour la nouvelle musique est représentée en Suisse sous le nom de Stil der neuen Zeit (style des temps nouveaux). Paul Gredinger, Jacques Wildberger (1922 – 2006), Philippe Eichenwald (1915 – 2001) composent de la musique sérielle, suivis par Constantin Regamey (1907 – 1982) et Norbert Moret (1921-1998). Edward Staempfli, établi à Berlin depuis 1954, intègre l'idée sérielle mais en suivant sa propre voie. Pierre Boulez, Karlheinz Stockhausen et Henri Pousseur enseigneront à l'académie de Bâle, chacun à leur tour, entre 1961 et 1963. Klaus Huber (1924 - ) est l'un des compositeurs suisses les plus connus. À Berne se forme un cercle autour de Urs Peter Schneider, fondateur en 1968 de l'ensemble Neue Horizonte Bern et de concerts du même nom donnés par la Société internationale de musique contemporaine (SIMC). Peter Streiff, Roland Moser et Hans Heugen Frischknecht rejoignent cet ensemble. L'école de Darmstadt a aussi influencé des compositeurs romands, comme Jacques Guyonnet (1933 - ) et Michel Tabachnik (1942 - ).
On peut encore relever deux compositeurs tessinois : Francesco Hoch (1943 - ) et Mario Venzago (1948 - ) ainsi que deux compositeurs vivant à Paris : Giuseppe Giorgio Englert (1927 - 2007) et le valaisan Pierre Mariétan (1935 - ),.
À partir des années 1970, les tendances sont à la redécouverte de la simplicité et du romantisme avec des compositeurs tels que Thomas Kessler, Ulrich Gasser, Joseph Haselbach, Martin Sigrist et Dominique Gesseney-Rappo.
Le compositeur lausannois Richard Dubugnon (né en 1968), Prix culturel Vaudois Musique 2014, est aujourd'hui l'un des compositeurs les plus joués de sa génération, tant à l'étranger par les orchestres et solistes les plus prestigieux, que par les principaux orchestres suisses.

### Interprètes

#### Orchestres

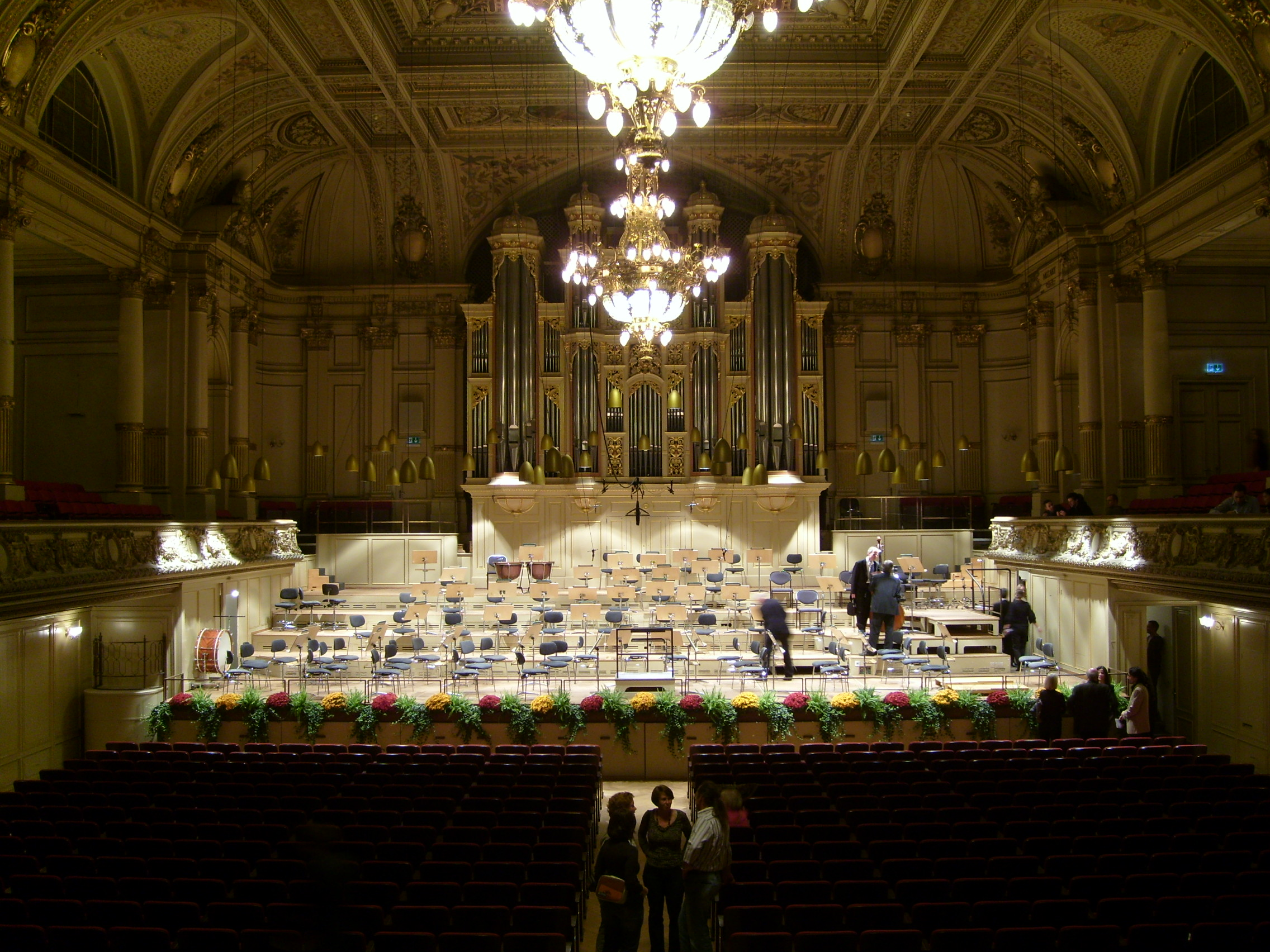
Tonhalle (Zurich)

Aux XVIIIe siècle et XIXe siècle, des cercles d'amateurs de musique privés organisent des concerts que l'on nomme « réunions musicales (Collegia Musica) ». Ils contribueront au développement futur d'une vie musicale qui sera en partie subventionnée par l'État. Les orchestres les plus importants sont : l'Orchestre de la Suisse romande à Genève, fondé en 1918 par Ernest Ansermet qui le dirige jusqu'en 1967, à Zurich l'Orchestre de la Tonhalle (1868) et l'Orchestre de chambre de Zurich, à Bâle l'Orchestre de chambre de Bâle (1984) et l'Orchestre symphonique de Bâle (1876), ce dernier a fusionné avec l'Orchestre Symphonique Radio en 1997. L'Orchestre de la Suisse italienne est un autre orchestre qui, à ses origines en 1933, était radiophonique. L'Orchestre du Festival de Lucerne qui depuis ses origines en 1938 jusqu'en 1993 s'appelait l'Orchestre Suisse du Festival de Lucerne, était composé de musiciens appartenant à différents orchestres professionnels réunis à l'occasion du Festival de musique de Lucerne. Après dix ans d'interruption, Claudio Abbado recréé un orchestre,. Au début du XXIe siècle, on dénombre en Suisse vingt-neuf orchestres professionnels et près de deux cents si on ajoute les orchestres amateurs.

#### Ensembles
Des récitals sont organisés en partie sur initiative de personnes privées, avec parfois le soutien de communes ou d'associations. Parmi les nombreux ensembles musicaux, certains ont acquis une renommée internationale : le Berner Streichquartett, le Stalder-Bläserquintett, le Festival Strings Lucerne, fondé en 1956, les Kammermusiker de Zurich, Hespèrion XX, formé à Bâle en 1974 puis nommé Hespèrion XXI, l'ensemble vocal de Lausanne, fondé en 1961 par Michel Corboz, l'ensemble Orlando de Fribourg, fondé en 1994 par Laurent Gendre, le Linde-Consort, l'Edward H. Tarr Brass Ensemble de Bâle et le Ricercare-Ensemble für Alte Musik de Zurich. Les ensembles suisses ont des styles variés, avec un intérêt pour la musique ancienne grâce en partie à la Schola Cantorum de Bâle.

#### Solistes

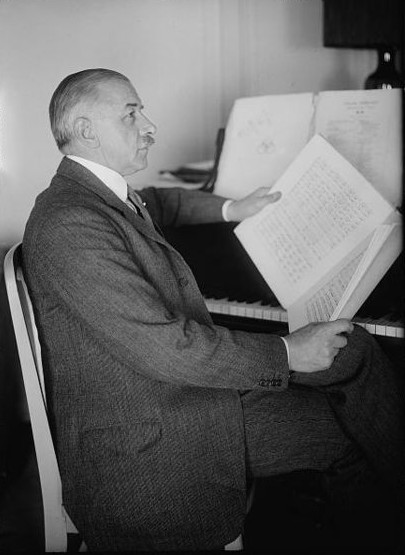
Rudolph Ganz

Parmi les solistes réputés, on peut mentionner.
Les chanteurs Félix Loeffel (1892 - 1981), Maurice Sandoz (1892 – 1958), Max Meili (1899 – 1970), Hugues Cuénod (1902 - ), Ernst Haefliger (1919 - 2007), Heinz Rehfuss (1917 - 1988) et Pierre Mollet (1920 – 2007) baryton, ainsi que les cantatrices Ria Ginster (allemande, 1898 – 1985) soprano à Zurich, Lisa della Casa (1919 - ), Maria Stader (1913 -1999), Elsa Cavelti (1907 - 2001).
Les pianistes, comme Alfred Cortot (1877 – 1962 vaudois, d'origine française), Edwin Fischer (1886 – 1960) et Rudolph Ganz (1877 – 1972) qui, lui, est surtout connu aux États-Unis. Parmi les clavecinistes, mentionnons Silvia Kind (1907 - 2002), Jörg Ewald Dähler (1933 - ) et Eduard Müller (1912 - 1983), également connu comme organiste à Bâle. Enfin, le grand pianiste Dinu Lipatti vécut et enseigna en Suisse à partir du milieu de la seconde guerre mondiale.
Parmi les violonistes renommés, Stefi Geyer (1888 – 1956) fonde, en 1941, le quatuor Stefi Geyer, avec Rudolf Baumgartner, Ottavio Corti et Eric Guignard. Rudolf Baumgartner à Lucerne est soliste, chambriste et premier violon solo de divers orchestres. Citons également Brenton Langbein, cofondateur des Kammermusiker de Zurich.
Beaucoup ont participé à la renaissance de la musique ancienne, comme les pionniers de la Schola Cantorum de Bâle : le violoncelliste August Wenzinger (1905 - 1996), le flûtiste Joseph Bopp à Bâle ainsi que Hans-Martin Linde (flûte à bec et flûte traversière).

#### Chefs d'orchestre

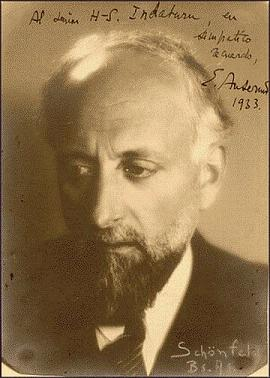
Ernest Ansermet

Liste de chefs d'orchestre :
- Gustave Doret
- Volkmar Andreae
- Ernest Ansermet
- Mathias Bamert
- Robert F. Denzler
- Paul Sacher
- Erich Schmid
- Peter Maag
- Edmond de Stoutz
- Victor Desarzens
- Charles Dutoit
- Armin Jordan
- Francis Travis
- Silvio Varviso
- Räto Tschupp
- Michel Tabachnik
- Laurent Gendre
- Hervé Klopfenstein

### Opéra

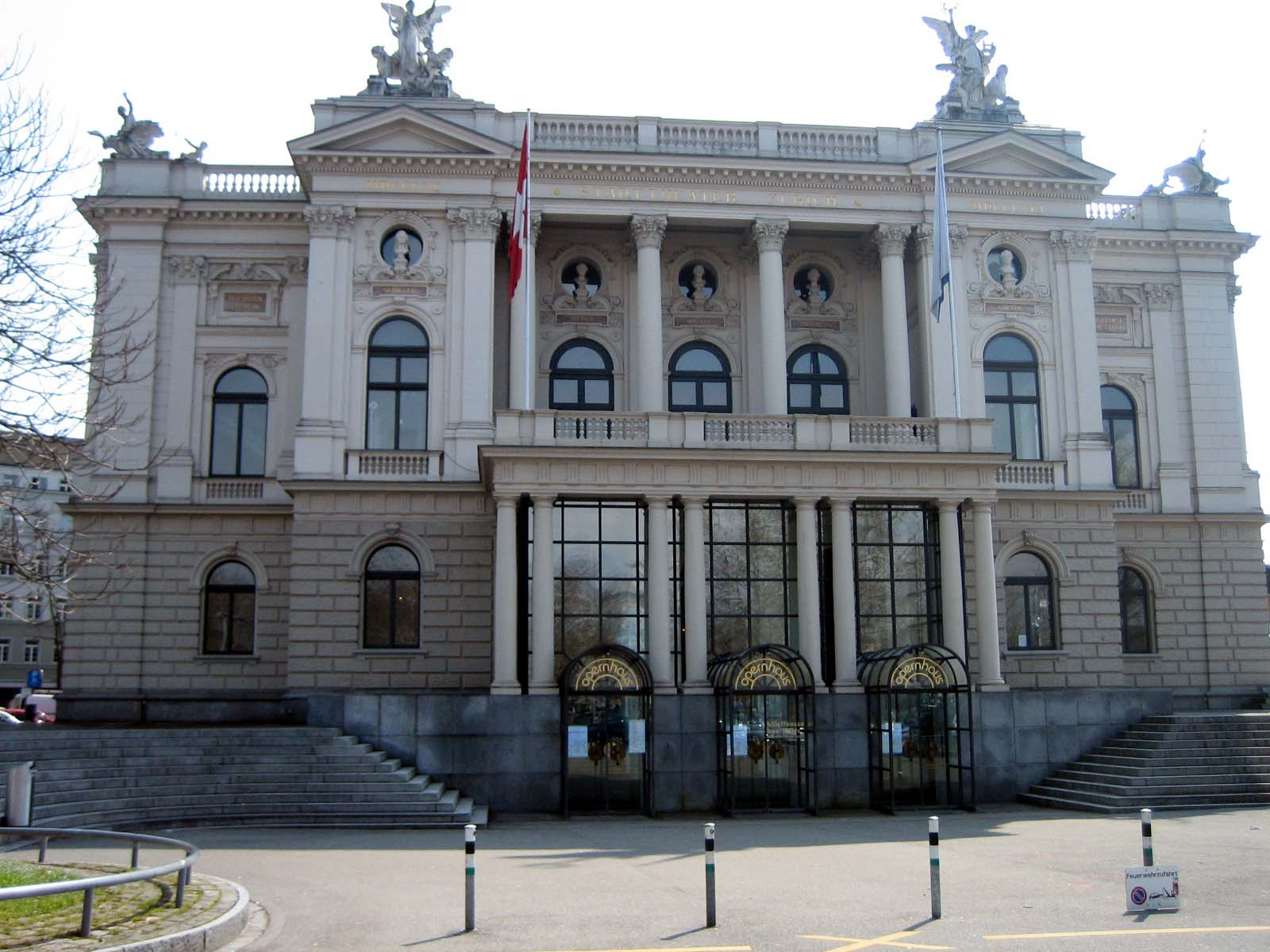
Opéra de Zurich

Zurich possède un opéra depuis 1891, il succède au Aktientheater qui date de 1834. Entre 1891 et 1926, le bâtiment de l'opéra de Zurich sert également de théâtre puis, à partir de cette date et la création du Schauspielhaus, il est dédié au ballet, à l'opéra et à l'opérette. Il a acquis une réputation internationale.
Les opéras de Bâle, Berne, Lausanne et Genève (Grand Théâtre, 1879), jouissent également d'une telle réputation alors que le Tessin ne possède pas d'opéra. Au début du XXIe siècle, on dénombre huit opéras. Fondé en 1986 et en résidence au théâtre Équilibre, l'Opéra de Fribourg a la particularité de produire un opéra par an.
La plupart des opéras ont un corps de ballet autonome et présentent le répertoire courant ainsi que des opéras baroques ou du théâtre musical contemporain. Les œuvres helvétiques sont faiblement représentées. On trouve des œuvres d'Othmar Schoeck, Arthur Honegger, Heinrich Sutermeister, Die Schwartze Spinne de Willy Burkhard, trois opéras de Rolf Liebermann ou ceux de Martin Schibler. Les opéras de Frank Martin (1890 – 1974)  La Tempête (1952 - 1955) et Monsieur de Pourceaugnac (1962) sont parfois joués hors de Suisse. On peut encore citer les opéras de Keltenborn, de Heinz Holliger et deux œuvres de Constantin Regamey.
Chaque année depuis 1995, la ville d'Avenches organise un festival d'opéra dans le site des arènes romaines d'une capacité de 6 000 places. Sous la responsabilité de la « Fondation Avenches Opéra »  dont le comité est formé de six personnes présidé en 2008 par Léo Obertüfer, une quinzaine de spectacles ont été présentés jusqu'en 2008, parmi lesquels Nabucco, Carmen ou  Aida qui, en 2007, a attiré 39 000 spectateurs lors des cinq soirées où le spectacle a pu avoir lieu. Parmi les autres festivals d'opéra organisés annuellement en Suisse, on trouve l'Osterfestspiele de Lucerne en mars, le Zürcher Festspiele de Zurich à fin juin ou le Classic Openair de Soleure au début juillet.

## Chorales et fanfares
Au début du XXIe siècle, on dénombre en Suisse près de 1 850 chœurs et 2 000 fanfares.

### Chorales
La vie chorale en Suisse est riche de nombreux chœurs. Hans Georg Nägeli (1773 – 1836), contribue au développement des chœurs en créant la première institution du genre en Suisse. Il fonde, en 1805, un chœur mixte à Zurich qui sera complété en 1810 par un chœur d'hommes. Par la suite, entre trois et six grandes chorales sont créées dans chaque ville importante. En 1984, on en trouve neuf à Zurich. Les grands chœurs d'oratorio, mixtes, comprennent parfois plus de cent participants. La vie sociale et les relations humaines expliquent en partie la forte participation aux chorales. Leur répertoire est avant tout traditionnel avec, parfois, des œuvres contemporaines.
Dans les petites localités et villages, on trouve souvent un chœur d'hommes. De niveau modeste, ils jouent souvent un rôle social dans la vie locale. Leur répertoire adapté est de style classico-romantique. Il existe aussi des chœurs féminins ainsi que des chœurs d'enfants et de jeunes. Le répertoire des chorales réformées est baroque ou du début de la Réforme et celui des chorales catholiques est plutôt les grandes messes classico-romantiques. Il y a de nombreuses chorales profanes : l'Union Suisse des chorales regroupe en 1984 plus de six cents chorales amateurs. Il y a peu de chœurs folkloriques, exception faite des chœurs de yodleurs composés de quelques personnes, principalement masculines .
Quelques formations de chorales sont professionnelles : le Chœur de la radio Suisse romande (1946 - 1986) et le Coro della Radio Svizzera, Lugano (depuis 1936). Les grands opéras ont également des chœurs professionnels. Le Chœur de la radio Suisse romande et le Coro della Radio Svizzera, Lugano (Chœur de la Radio Suisse à Lugano) sont des chœurs radiophoniques. À ses débuts en 1946, le Chœur de la radio Suisse romande s'appelait le Chœur mixte de Radio Lausanne. Sous la direction d'André Charlet, il prit pour nom, en 1958, Chœur de la radio Suisse romande avec un effectif allant de douze à quarante choristes ; ses activités couvrent la radio, l'enregistrement de disques et il se produit également dans diverses manifestations en Europe. Il est remplacé en 1987 par le Chœur de Chambre Romand (1987 - 1992). Le Coro della Radio Svizzera, Lugano, est fondé par Edwin Lœhrer qui le dirige pendant quarante ans. Il est composé d'environ soixante choristes, leur répertoire est de la Renaissance et Baroque italienne, leurs enregistrements et disques ont gagné une réputation internationale.

### Fanfares

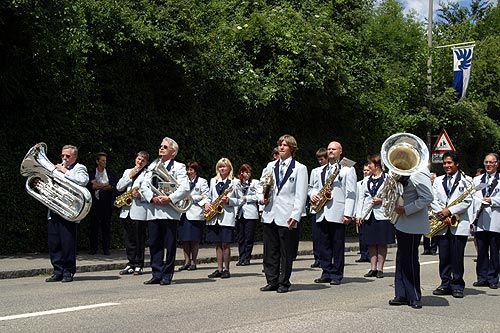
Fanfare lors de la Musiktage d'Arlesheim en 2004

Les fanfares ont une longue tradition militaire et sont largement subventionnées par l'État (communes et cantons). Comme les chœurs, les fanfares font partie de la vie communale et on en dénombre beaucoup : l'Association suisse des musiques regroupe, en 1984, 1 895 corps de fanfares composés en moyenne de quarante personnes. Le répertoire traditionnel des fanfares est composé d'adaptations de morceaux classiques en vogue et le pot-pourri. Certaines fanfares ont dans leur répertoire des morceaux de musique contemporaine et les Brass bands jouent de la musique américaine légère.
Un des pionniers des Brass bands en Suisse est Ernst Graf avec le Brass band Speicher. Le premier concours national eut lieu à Crissier en 1972. Certains Brass bands, comme le Brass Band 13 Etoiles, le BB Berneroberland ou le BB Buergermusik Lucerne sont d'un très bon niveau, ils ont obtenu d'excellents classements lors de concours européens. Des musiciens de Brass band poursuivent une carrière professionnelle dans des orchestres symphoniques en Suisse et en Europe, ou occupent diverses fonctions comme professeurs de musique.

#### Musique de cuivres
Presque tous les villages, bourgades ou quartiers suisses ont leur fanfare. Harmonie ou brass band, fanfare ou fanfare mixte, les musiciens perpétuent la tradition d’un répertoire aux styles les plus divers et assurent la relève. La musique de cuivres voit le jour à la fin du XVIIIe siècle ; elle est à l’origine principalement militaire. Les civils ne tardent toutefois pas à s’en emparer et le nombre croissant de fanfares assurent son enracinement. Jusqu’à la grande vague de création d’écoles de musique dans les années 1960, les fanfares locales permettaient aux enfants et aux jeunes d’apprendre à jouer d’un instrument. L’Association suisse des musiques, la première association de fanfares d’Europe, a été fondée à Olten en 1862 sous le nom de Société fédérale de musique de cuivres ; c’est une association faîtière qui regroupe diverses associations membres et plus de 2 000 associations de musique de cuivres suisses. La Fête fédérale de musique, qui regroupe plus de 20 000 musiciens de toute la Suisse, a lieu tous les cinq ans.

## Musique militaire

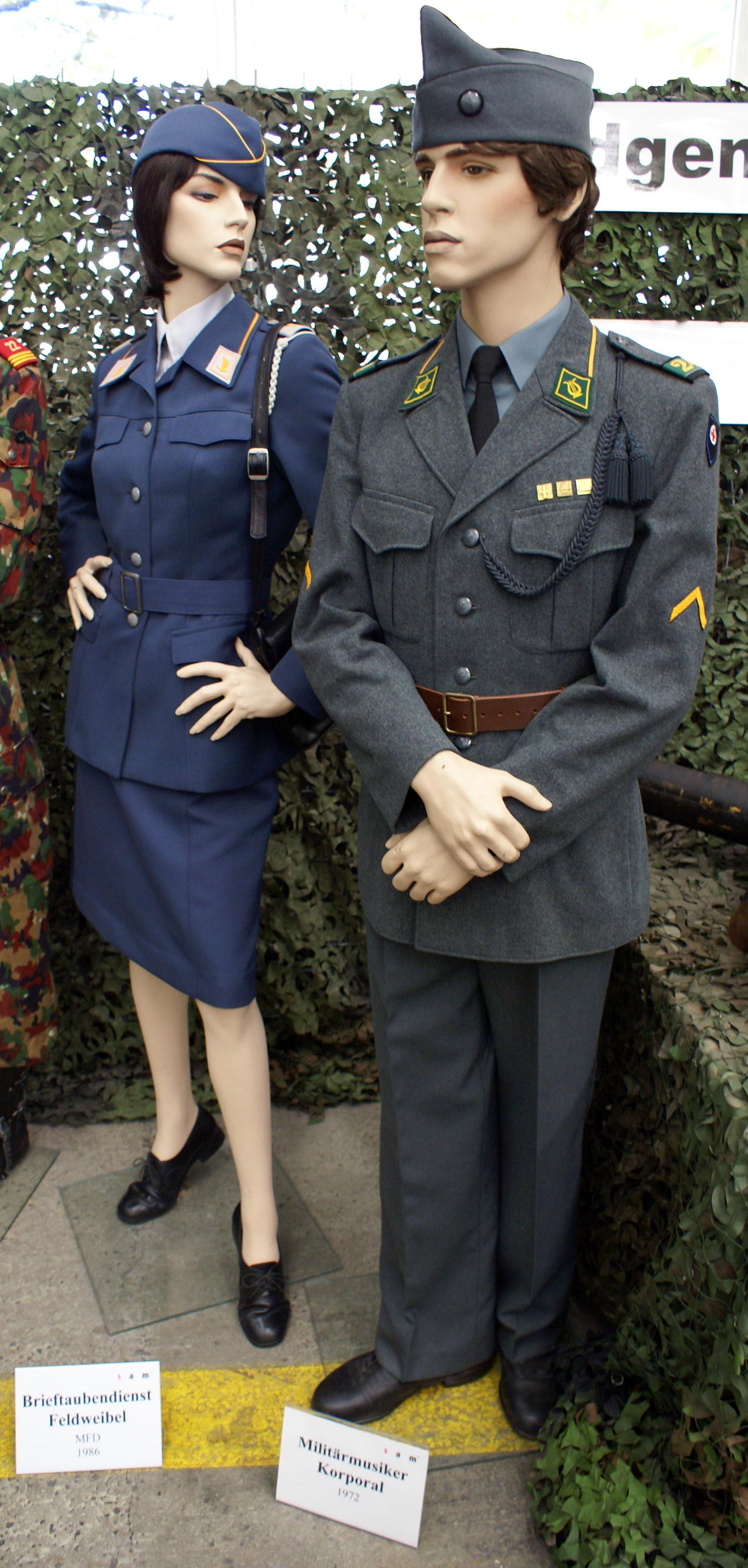
Costume militaire de 1972 d'un caporal de la musique militaire suisse.

Le Centre de compétence de la musique militaire fait partie de la Formation d'application de l'infanterie de l'armée suisse et est dirigé depuis le 1er octobre 2012 par le colonel Philipp Wagner, qui en est le commandant. Le commandement se situe à Aarau, tout comme le centre d'instruction pour l'école de recrues et les écoles de cadres; alors que le centre de Berne regroupe les prestations de service, le marketing et la communication ainsi que le service d'engagement, responsable de la logistique et des manifestations.
Les différentes formations militaires suisses couvrent près de 300 engagements par année et ont enregistré près de 15 CD ainsi qu'un DVD reprenant la parade effectuée en 2006 lors du festival d'Avenches. Ces orchestres sont répartis en trois catégories: les fanfares d'école de recrues, les fanfares de cours de répétition et les fanfares d'armée suisse.

### Fanfares d'école de recrue
Chaque année, 240 recrues effectuent leur école de recrues dans l'une des deux fanfares d'école de recrues (référencées 16-1, 16-2), qui durent 18 semaines, pendant lesquelles les soldats sont instruits à la fois par des instructeurs militaires professionnels et par des cadres de milice, leur permettant de donner des concerts après les premières semaines de formation de base.

### Fanfares de cours de répétition
Comme tous les militaires suisses, les membres de la musique militaire doivent accomplir, chaque année, un cours de répétition de quelques semaines. Pour cela, ils sont incorporés dans l'un des 11 orchestres appelés « fanfares de cours de répétition » et divisés en 6 orchestres à vent et 5 brass bands qui sont attribuées soit aux forces terrestres, soit aux forces aériennes soit aux brigades ou régions territoriales.

### Fanfares d'armée suisse
Les quatre orchestres de la fanfare d'armée suisse (plus éventuellement de petites formations créées en cas de besoin) se produisent soit dans le pays lors de manifestations importantes, soit à l'étranger sous le nom de « Swiss Army Band ». Les quatre orchestres sont respectivement l'« Orchestre symphonique à vent » composé de 80 musiciens et dirigé depuis 2018 par le premier-lieutenant Gaudens Bieri, l'« orchestre de représentation » qui est spécialisé dans la participation à des festivals de musique internationaux et est dirigé depuis 2015 par le major Aldo Werlen, le Brass Band dont le directeur depuis les années 2010 est le capitaine Philipp Werlen et enfin le « Swiss Army Big Band » composé de 20 musiciens de jazz dirigés depuis les années 2010 par Monsieur Edgar Schmid. Parmi les nombreux galas et festival auxquels les différents groupes de la fanfare d'armée suisse participent, le festival international de musique militaire en Russie a récompensé l'orchestre de représentation en lui décernant le premier prix de sa 4e édition en 1999.

## Musique populaire
La Musique suisse « typique » rurale n'est pas exclusivement suisse. Les traditions telles que le « Chant du soir », les « Ranz des vaches » ou le « yodel » se retrouvent dans d'autres régions alpines. La pratique de la musique en Suisse se nourrit de l'influence musicale des pays voisins et les frontières linguistiques intérieures ne sont pas un obstacle aux échanges entre les diverses régions linguistiques du pays. Ainsi, on trouve des pièces variées autant par la langue utilisée (allemand, français ou italien) que par le genre d'histoire racontée comme Bin alben ä wärti Tächter gsi en Emmental, le Ranz des vaches à Fribourg et L'Inverno è passato au Tessin.

### Musique de carnaval

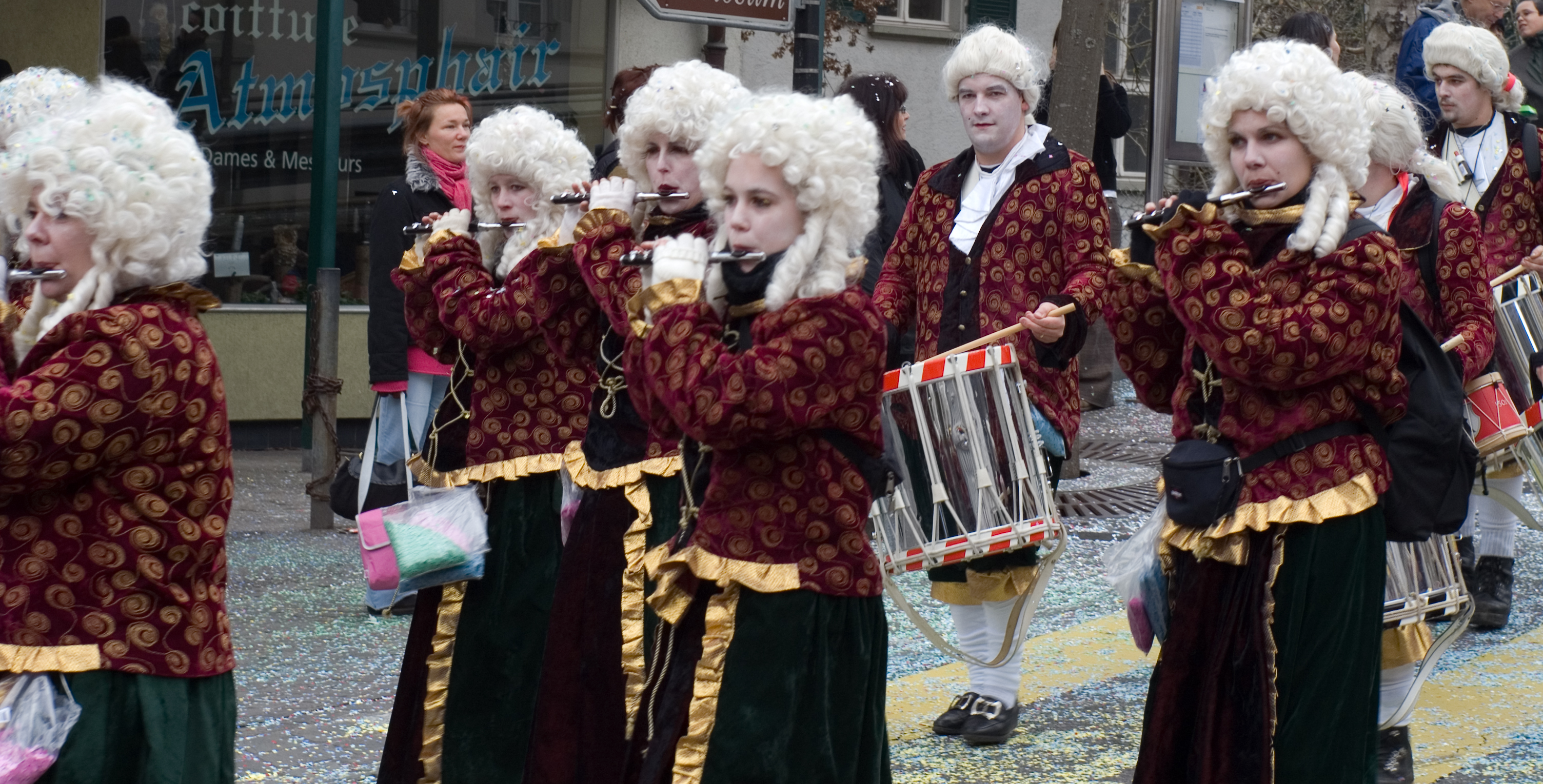
Carnaval des Bolzes à Fribourg

La Suisse a depuis des siècles une grande tradition de carnavals agrémentés de groupes musicaux avec leur style propre : les cliques, formation musicale composée de tambours, de fifres et parfois de clairons qui défilent souvent déguisées et les groupes de Guggenmusik brass band qui sont des fanfares composées de cuivres (trompettes, trombones, euphoniums, sousaphones) et de percussions (batteries mobiles, grosses caisses, granits) et parfois de lyres. Certains rajoutent des saxophones. Les musiciens sont déguisés.
Les carnavals les plus connus sont ceux de Bâle, de Lucerne, de Soleure, de Fribourg et celui de Bellinzone. Les Brandons de Payerne est un des plus anciens carnavals de Suisse.

### Musique folklorique

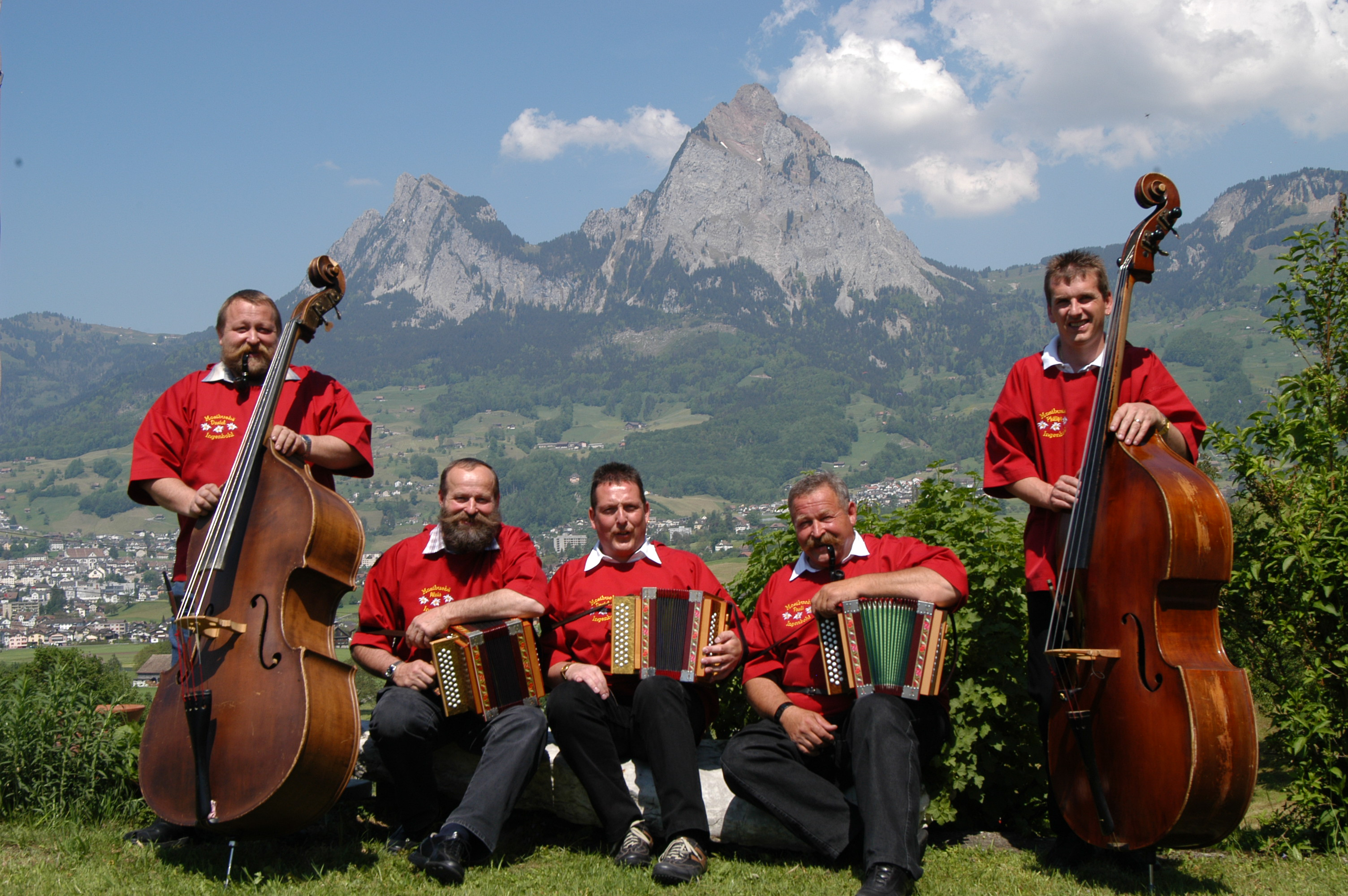
Schwyzerörgeli Quartett

La musique folklorique jouée lors de fêtes traditionnelles comprend notamment le yodel, une technique de chant consistant à passer rapidement de la voix de corps à la voix de tête. Lors de la fête fédérale des yodleurs, les jodleurs peuvent y participer en solo, duo, trio ou club. On y joue également du cor des Alpes. Le ranz des vaches est le chant traditionnel a cappella des armaillis (vachers) dans le canton de Fribourg. Il est habituellement chanté durant la montée des troupeaux à l'alpage et le retour dans les étables à la fin de l'été.

### Chansons populaires
La chanson populaire (Volkslied en allemand) est un chant transmis oralement de génération en génération, fréquemment en dialecte et exécuté le plus souvent spontanément lors de réunions informelles. Il en existe de multiples variétés liés aux travaux, aux métiers, aux coutumes, des chants religieux et patriotiques. Des chansons à thème politique, souvent écrites sur un air connu, sont diffusés, comme le Tellenlied (vers 1477), le Sempacherlied (1482, 1532 et 1836). Les chants rythmant certains travaux, comme les chants de fileuses, de tisserands et de métiers, sont aujourd'hui presque entièrement tombés en désuétude. Le répertoire du XXIe siècle comprend des chansons nées pour la plupart au XIXe siècle. Ce sont des chants religieux et quelques formules magiques, ballades, chants de veille, berceuses et chansons d'enfants ainsi que des chansons patriotiques, sentimentales, à yodler et à danser.

## Musiques populaires modernes

### Chansonniers
Des chansonniers tels que Mani Matter, Rudi Krebs, Jakob Stickelberger et Bernhard Stirnimann développent, dans les années 1960 à Berne, un mouvement musico-littéraire en dialecte suisse allemand. Ce courant se développe ensuite à Bâle, avec Ernst Born, à Zurich, avec Jürg Jegge et Franz Hohler, à Schaffhouse, Dieter Wiesmann et à Morat avec Véronique Müller. Parmi les chansonniers d'expression française, citons Jean Villard dit Gilles (1895–1982), auteur des Trois Cloches, Henri Dès, Gabby Marchand, Pascal Auberson, Bernard Montangero, Yvette Théraulaz et Michel Bühler.

### Jazz et musiques improvisées

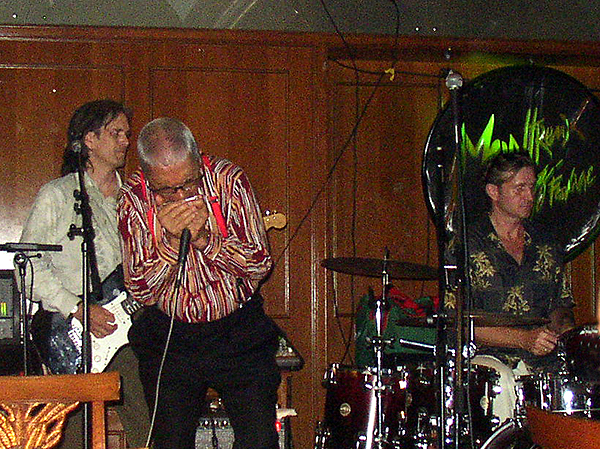
Claude Nobs sur scène avec the Charlie Morris Band au Montreux Jazz Festival en 2007.

Avec les danses à la mode d'alors, comme le ragtime, le fox-trot et le charleston, le jazz se propage en Suisse après la Première Guerre mondiale. Dans les années 1930, Teddy Stauffer (1909 – 1991), rencontre un succès international et une scène jazz se développe en Suisse. Durant la Seconde Guerre mondiale, la Suisse est isolée, ce qui eut pour effet d'empêcher la venue d'artistes étrangers. La demande en orchestres locaux augmenta, si bien que les années de guerre sont considérées comme l'âge d'or du jazz suisse.
La scène contemporaine du jazz est relativement restreinte en Suisse mais est néanmoins active ; citons les clarinettistes Hans Koch, Lucien Dubuis qui travaillent sur la scène suisse et ont également des projets reconnus sur la scène mondiale. Elle souffre d'un manque de lieux et de visibilité. Certains musiciens s'expatrient pour faire carrière, Daniel Humair en France, Sylvie Courvoisier à New-York, George Gruntz à Berlin. Il existe toutefois une scène locale Suisse avec des instrumentistes de qualité . À Zurich, la pianiste Irène Schweizer et le percussionniste Pierre Favre sont des figures de la musique improvisée, auquel contribuent aussi la pianiste Sylvie Courvoisier et le percussionniste  Lucas Niggli.
Le pianiste George Gruntz possède une renommée internationale qui en fait un des rares musicien suisse de jazz à être invité à l'étranger. Le saxophoniste Maurice Magnoni, un temps installé en France, développe sa carrière depuis Genève.
Parmi les festivals de jazz citons le premier festival de jazz amateur de Zurich en 1951, suivi par le premier festival international à Lugano en 1962. Les festivals de jazz de Montreux (1967), Willisau (1975) et Berne (1976) ainsi que le  festival Taktlos  (1984) sont toujours actuels au début du XXIe siècle. La Swiss Jazz School de Berne (1967) est la première école de jazz indépendante d'Europe. 
L'Association pour le développement de musique improvisée (AMR) à Genève  œuvre en faveur du développement du jazz et de la musique improvisée, notamment par le biais de son festival, de cours, d'ateliers et de concerts. La fondation Pro Helvetia fournit une aide importante à la création dans le jazz et les musiques improvisées, par le biais de commandes d'œuvres et de soutien aux festivals et aux labels innovants.
La Cave 12 à Genève programme un nombre important de concerts de musique improvisée et expérimentale. C'est un lieu reconnu internationalement, qui accueille des musiciennes et musiciens du monde entier et qui promeut la scène suisse au travers de nombreux concerts tout au long de l'année.
La Cave 12 existe depuis la fin des années 1990 et faisait partie jusqu'en 2007 du squat RHINO. Après 7 ans de nomadisme dans la ville de Genève, elle a sa propre salle de concert depuis 2014.
Plusieurs labels de jazz importants sont présents en Suisse. Installé à Bâle, Hat Hut est un acteur majeur du free et des musiques improvisées. Intakt (Zurich) et Unit Records (Berne) sont des petits labels indépendants qui développent une production exigeante de musique improvisée et de jazz contemporain.

### Pop et rock
La scène est très hétéroclite, avec des groupes allant du folk au black metal, en passant par le hard rock et le punk. Une sélection d'artistes et groupes : Gotthard, Sens Unik, Stephan Eicher, The Young Gods, Andreas Vollenweider, DJ Bobo, Celtic Frost, Patrick Juvet, Krokus, et Yello.
Des festivals de musique en plein air ont lieu durant la période estivale : parmi les plus anciens de la musique pop-rock, il y a le Paléo Festival Nyon (1976) à Nyon, le Gurtenfestival (1977) près de Berne, l'OpenAir St. Gallen (1977) à Saint-Gall et le festival de la Bâtie (1977) à Genève. Le Paléo Festival Nyon est un des plus grands festivals de musique en plein air d'Europe avec des artistes du monde entier. Il accueille environ 225 000 spectateurs par année depuis l'édition 2006. Le festival de la Bâtie touche différents domaines artistiques : musique, danse, théâtre et des performances scéniques. Les premières années, il a lieu durant trois jours au Bois de la Bâtie. Par la suite, le concept change pour se tenir dans les salles et lieux de culture existant en ville de Genève, de localités en périphérie tant sur le territoire du canton qu'en France voisine.
Parmi les festivals plus récents, on peut mentionner l'Openair Frauenfeld (1985) à Frauenfeld qui présente du hip-hop, l'Open Air Gampel (1986) en Valais, le Rock Oz'Arènes (1992) un festival ayant lieu dans le cadre de l'amphithéâtre romain romain d'Avenches.
La scène musicale se passe aussi dans quelques centres culturels pour la jeunesse ou centres de culture alternative.

## Enseignement de la musique
Il n'existe pas de « conservatoire national de musique », l'enseignement est du ressort des cantons et des communes. La musique est enseignée dès les niveaux les plus élémentaires du système éducatif mais sa place décroît aux niveaux moyens et supérieurs de l'école obligatoire.  Au niveau du secondaire, l'enseignement musical est donné dans les branches à option puis dans les collèges artistiques.
Au début du XXIe siècle, on dénombre en Suisse près de 380 écoles de musique et une vingtaine de hautes écoles de musique. Dans les grandes communes et villes, les écoles de musique pour la jeunesse sont très fréquentées, l'apprentissage du solfège et des instruments de musiques est donné par des musiciens professionnels. Des particuliers enseignent aussi la musique. Dans les grandes villes, l'enseignement de la musique est dispensé dans les conservatoires de musique et les Hautes écoles de musique (HÉM).
Quelques écoles réputées : la Schola Cantorum Basiliensis à Bâle, fondée en 1933 par Paul Sacher, est un « institut de recherche et d'enseignement » pour la musique ancienne. La Swiss Jazz School de Berne (1967). L'Institut Jaques-Dalcroze à Genève, fondée en 1915 par Émile Jaques-Dalcroze a fortement influencé la pédagogie musicale suisse, particulièrement dans la rythmique. On ne peut oublier l’ouvre pédagogique d'Edgar Willems qui a longtemps vécu près de Genève et à qui on doit une pédagogie originale concernant l'initiation musicale de la petite enfance et de l'enfance et qui a été adopté par des écoles de musique en Suisse ainsi que dans de nombreux pays.

### Musicologie
Peter Wagner, en 1897, créé la première chaire de musicologie à Fribourg. Les universités de Bâle, Berne, Genève et Zurich dispensent également un enseignement dans ce domaine.

## Institutions et associations
La Société suisse pour les droits des auteurs d'œuvres musicales (SUISA), fondée en 1923, perçoit des redevances de droits d’auteur lorsque de la musique est utilisée en public en Suisse et au Liechtenstein. Seuls les «petits droits», soit les œuvres musicales non-théâtrales, les versions concertantes d'œuvres théâtrales et les œuvres musicales faisant partie de films cinématographiques, de téléfilms ou d’autres productions audiovisuelles sont gérés par la SUISA qui ne gère pas les grands droits, comme l'opéra ou les comédies musicales qui sont, eux, gérés par la Société Suisse des Auteurs SSA. La SUISA octroie aux organisateurs de concerts, aux producteurs de disques, aux chaînes de radio et de télévision, une licence qui les autorise à exécuter, à émettre, à retransmettre ou à reproduire de la musique.
La Fondation SUISA pour la musique, existant depuis 1989, encourage la création musicale de tous les genres en soutenant des projets de compositeurs suisses et en menant des actions de promotion pour la musique suisse, tant en Suisse qu'à l'étranger. Chaque année, elle décerne un prix à un compositeur suisse dont l'engagement a contribué au rayonnement culturel de la Suisse.
La Société suisse des auteurs (SSA), fondée en 1985, est la société suisse de gestion de droits d'auteur d’œuvres dramatiques, dramatico-musicales, audiovisuelles et multimédia.
L'Association des musiciens suisses, fondée en 1900, est une association professionnelle de représentation et de défense des intérêts de ses membres. Chaque année, elle organise la Fête des musiciens, chaque fois dans une ville suisse différente.
La Société Suisse de Musicologie (SSM), fondée en 1899, encourage les entreprises dans le domaine de la recherche sur la musique et particulièrement la musique suisse. Elle assure la participation de la Suisse au Répertoire international des sources musicales (RISM) et au Répertoire international de littérature musicale (RILM). Le RISM-Suisse, Répertoire international des sources musicales – Suisse, fondé en 1956, décrit les partitions manuscrites et imprimées et les écrits sur la musique conservés dans les bibliothèques et archives suisses et procède à l'inventaire systématique de la musique conservé en Suisse.
La Fondation Paul Sacher, fondée à Bâle en 1973 par Paul Sacher accueille des chercheurs et abrite de très riches archives sur la musique des XXe siècle et XXIe siècle (lettres, livres et partitions annotées). La Phonothèque nationale suisse à Lugano (1987) s'occupe de la sauvegarde du patrimoine sonore de la Suisse et l'association Memoriav (1995) de la conservation des supports de sons et d'images. À Altdorf, la Maison de la musique populaire (2006), de compétence nationale, étudie et documente le développement de la musique populaire suisse,.
De nombreuses sociétés ont pour tâche de promouvoir l'héritage de compositeurs, par exemple : Joachim-Raff-Gesellschaft, Willy-Burkhard-Gesellschaft, Othmar-Schoeck-Gesellschaft, Schweizerische Richard-Wagner-Gesellschaft, Léo-Janâcek-Gesellschaft, Société Frank Martin, Société Paderewski et l'association Ernest Ansermet.